# Institut Europeu de Normes de Telecomunicacions
L'Institut Europeu de Normes de Telecomunicacions és una organització d'estandardització que crea normes relatives als equips i sistemes de telecomunicació. Original centrat en Europa, amb el temps va rebre projecció mundial. Va ser creat el 1988 per la Conferència europea de les administracions de correus i telecomunicacions (CEPT). Està basada al parc tècnic de Sophia Antipolis, al sud de França.
És un dels tres organismes de normalització (amb CEN i el CENELEC) reconeguts per la Unió Europea (UE). L'ETSI produeix normes industrials aplicables a la telecomunicació, incloent-hi ràdio, telefonia mòbil i fixa, tecnologies d'emissió i Internet.
Els estàndards industrials tenen dues funcions majors: d'un costat protegir la població (seguretat, salut i medi ambient) i, d'un altre costat, facilitar els intercanvis comercials per una harmonització. Hi ha normes voluntàries, i altres que tenen caràcter d'obligació legal.
La norma sobre el carregador únic per a tots els mòbils és un exemple com una norma alhora pot fer la vida més fàcil als consumidors, reduir els residus i beneficiar a les empreses.
Certes normes, com per exemple Bluetooth, contenen «patents essencials d'estàndard» el que implica que les empreses que les fan servir len els seus productes, han de comprar una licència al propietari de la patent. El 2020, dels 12.390 estàndards de telecomunicació que contenen patents essencials, només hi havia dues d'una empresa espanyola.
L'ETSI ha tingut gran èxit en estandarditzar el sistema de telefonia mòbil GSM3GPP (per a xarxes UMTS) o TISPAN (per a xarxes fixes i convergència amb Internet).
Les normes són publicades i es poden descarregar de franc. A principi de 2023 n'hi havia gairebé 47.000 incloent-hi normes històriques i obsoletes o noves en via de preparació.

## Membres

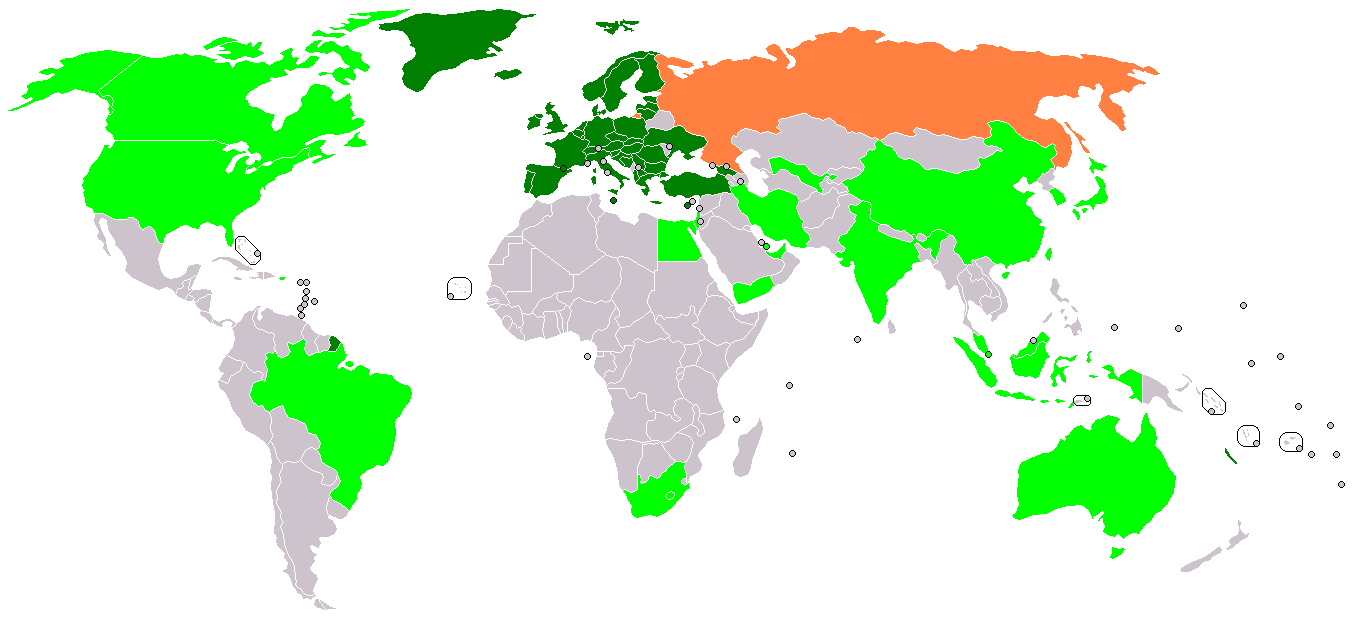
Membres
Membres associats
Observadors

El 2023, l'ETSI tenia 906 membres, membres associats i observadors d'una setentena de països dins i fora d'Europa, Són fabricants, operadors de xarxa, administracions, proveïdors de serveis, organitzacions de recerca i d'usuaris. Gairebé un terç dels membres són PIMES.
Els membres establerts a la Unió Europea són majoritàriament membres complets, els membres associats provenen entre d'altres d'Austràlia, Canadà, Estats Units, Brasil, Sud-àfrica, Lesotho, Egipte, Israel, Iemen, Qatar, Emirats Àrabs, Iran, Uzbekistan, República Popular de la Xina, Taiwan, Índia, Corea del Sud, Japó, Malàisia, Singapur i Indonèsia.

## Exemples de normativa ETSI
- ES 203-021: norma que aplica als dispositius que es connecten a la xarxa telefònica commutada.[9]
- ETSI EN 301 893: norma que especifica la xarxa de ràdio de banda ampla a la banda ISM de 5 GHz.[10]
- ETSI 300 220: norma que aplica als dispositius RF de baixa potència dins el marge de freqüència de 25 MHz a 1000 MHz.[11]
- ETSI EN 300 330: norma que aplica a dispositius ràdio amb freqüències de 9 kHz a 25 MHz
- ETSI EN 300 328: norma que especifica la xarxa de ràdio de banda ampla a la banda ISM de 2,4 GHz.
- ETSI EN 302 291: norma que aplica a dispositius ràdio amb freqüències de 13,56 MHz
- ETSI EN 300 328: norma que especifica la xarxa de ràdio de banda ampla a la banda ISM de 2,4 GHz.
- ETSI ES 202 663: norma que aplica als sistemes de transport intel·ligents (ITS) a la banda dels 5 GHz. Capa física i d'enllaç.
- ETSI EN 302 567: norma que especifica la xarxa de ràdio de banda ampla a la banda ISM dels 60 GHz